# Živá historie
Živá historie je český populárně-naučný časopis, jenž se orientuje na články s historickou tematikou, a to od nejstarších dějin pravěku až po nejnovější dějiny počátku 21. století. Jde o měsíčník, vychází ale pouze 10 čísel do roka (v roce 2008 vycházel jako dvouměsíčník). Součástí každého čísla je také příloha, např. ve formě přetištěné mapy, listiny nebo bankovek z historických dob.
Čtenost časopisu ve druhé polovině roku 2016 činila 144 tisíc čtenářů a prodaný náklad byl 12 tisíce kusů. V prvním a druhém čtvrtletí roku 2020, tedy v období poznamenaném koronavirovou pandemií, byl průměrný prodaný náklad už jen kolem 9 000 výtisků a průměrná čtenost 93 000 čtenářů. Šéfredaktorem časopisu byl nejdříve Jindřich Kačer, poté Andrea Poláčková, od čísla 11/2019 Václav Kaška a od čísla 11/2020 Lucie Jahodářová. K časopisu vycházejí také speciální monotematická vydání, např. Poklady Živé historie, Historie, jak ji neznáte nebo Kauzy Živé historie.
Mezi další tituly s historickou tematikou téhož vydavatele patří Tajemství české minulosti (měsíčník 10× do roka; zaměřený na české dějiny) a Válka Revue (měsíčník 10× do roka; zaměřený na dějiny vojenství). Příbuznými periodiky jsou časopis s přírodovědnou tematikou Příroda a tematicky širší 100+1 zahraniční zajímavost (do listopadu 2011 vycházela jako Svět).

## Hlavní rubriky
- Hlavní téma čísla
- Věda a objevy
- Válka a politika
- Legendy a náboženství
- Život a umění
- Historie v současnosti

## Seznam dárkových příloh

### Ročník 2008–2009
| Ročník 2008 | Ročník 2008                                  |
| ----------- | -------------------------------------------- |
| 7–8         | Aretinova mapa Čech a Komenského mapa Moravy |
| 9–10        | Zlatá bula sicilská                          |
| 11–12       | Československé prvorepublikové bankovky      |

| Ročník 2009 | Ročník 2009                     | Ročník 2009 | Ročník 2009                              |
| ----------- | ------------------------------- | ----------- | ---------------------------------------- |
| 1–2         | Egyptská kniha mrtvých          | 7–8         | Ptolemaiova mapa světa                   |
| 3           | noviny z konce 2. světové války | 9           | noviny z doby vypuknutí 1. světové války |
| 4           | barokní mapa světa              | 10          | uliční plány historické Prahy a Brna     |
| 5           | iluminace z Dalimilovy kroniky  | 11          | československé poválečné bankovky        |
| 6           | veduta Prahy a Brna             | 12          | reliéf Sumerská armáda                   |

### Ročník 2010–2014
| Ročník 2010 | Ročník 2010                                 | Ročník 2010 | Ročník 2010                      |
| ----------- | ------------------------------------------- | ----------- | -------------------------------- |
| 1–2         | Klaudiánova mapa Čech                       | 7–8         | Waldseemüllerova mapa světa      |
| 3           | noviny z revolučního roku 1848              | 9           | iluminace z Jenského kodexu      |
| 4           | dobové rodokmeny Schwarzenbergů a Rožmberků | 10          | bankovky z doby Rakousko-Uherska |
| 5           | propagandistické plakáty                    | 11          | noviny ze října 1918             |
| 6           | české a moravské středověké mince           | 12          | egyptský výjev Život v záhrobí   |

| Ročník 2011 | Ročník 2011                                                              | Ročník 2011 | Ročník 2011 |
| ----------- | ------------------------------------------------------------------------ | ----------- | --- |
| 1–2         | Rudolfův Majestát a Kutnohorská iluminace (těžba a úprava stříbrné rudy) | 7–8         | unikátní římská silniční mapa ze 4. století - Tabula Peutingeriana                                                      |
| 3           | mapy českých a moravských měst z Merianovy Topografie                    | 9           | reprint Legendy o sv. Václavu a Ludmile z Velislavovy bible, nejobsáhlejší středověké obrázkové knihy ve střední Evropě |
| 4           | ukázky z Norimberské kroniky z roku 1493                                 | 10          | tapisérie z Bayeux, 11. století                                                                                         |
| 5           | aztécký kodex Mendoza z roku 1540                                        | 11          | 2x mapa: Země Koruny české, Svatá říše římská                                                                           |
| 6           | časopis SVĚTOZOR z roku 1889                                             | 12          | Schönfeldské císařské královské pražské noviny                                                                          |

| Ročník 2012 | Ročník 2012                                                                           | Ročník 2012 | Ročník 2012                                                                         |
| ----------- | ------------------------------------------------------------------------------------- | ----------- | ----------------------------------------------------------------------------------- |
| 1–2         | Mayský „kalendář“ + kalendář na rok 2012 s aztéckým kamenem Slunce                    | 7–8         | Středověký Gelnhausenův kodex s portréty panovníků                                  |
| 3           | Deník Howarda Cartera objevitele Tutanchamonovy hrobky                                | 9           | Mnichovská dohoda, přesná faksimile + dobové noviny – události krize den po dni     |
| 4           | Železniční mapa Rakouska-Uherska (1874) + dobové jízdenky, jízdní řády, pohlednice    | 10          | České země ve tvaru růže, 1668 - Bohemiae Rosa + dvě kuriózní mapy Evropy a světa   |
| 5           | Veduta Benátek                                                                        | 11          | Obrazová miniknížka Vojáci habsburské armády 1705–1867                              |
| 6           | Zakládací listina Národního divadla 1868, Unikátní divadelní plakáty Dalibor a Libuše | 12          | Bitva u Slavkova – unikátní mapa z prosince 1805 + 6 detailních plánů průběhu bitvy |

| Ročník 2013 | Ročník 2013                                                          | Ročník 2013 | Ročník 2013                                                               |
| ----------- | -------------------------------------------------------------------- | ----------- | ------------------------------------------------------------------------- |
| 1–2         | Starověký Řím v 1. století – obrazová mapa Pirra Ligoria z roku 1561 | 7–8         | Rakousko-uherská expedice dr. Emila Holuba 1883–1887                      |
| 3           | Dobový časopis Humoristické listy 1918/1919                          | 9           | Atlas vesmíru 1660                                                        |
| 4           | První mapa našeho území z 2. století, 1:1                            | 10          | Mobilisační vyhláška + Mapa okleštěného Česko-Slovenska "Malá, ale naše!" |
| 5           | Bellifortis - válečnické vynálezy před Leonardem 1405                | 11          | Kinorevue 1939 - nejoblíbenější magazín zlaté éry českého filmu           |
| 6           | Panoráma rudolfínské Prahy, 1606                                     | 12          | Mapa silnic a železnic ČSR 1937/38 s návrhem autostrády J. A. Bati        |

| Ročník 2014 | Ročník 2014                                   | Ročník 2014 | Ročník 2014                                                    |
| ----------- | --------------------------------------------- | ----------- | -------------------------------------------------------------- |
| 1–2         | Originální historické hrací karty             | 7–8         | Zlatá bula císaře Karla IV. z roku 1356                        |
| 3           | České noviny z roku 1939                      | 9           | Mapa Podkarpatské Rusi (1937)                                  |
| 4           | Protektorátní mapa Prahy (1944) a Brna (1940) | 10          | Unikátní mapa leteckých linek ČSA (1938)                       |
| 5           | Katalánský atlas (1375)                       | 11          | Vyšehradský kodex (1086) – korunovační klenot krále Vratislava |
| 6           | Orbis pictus – Komenského přelomové dílo      | 12          | Noviny Svornost leden 1918                                     |

### Ročník 2015–2019
| Ročník 2015 | Ročník 2015                                       | Ročník 2015 | Ročník 2015                                                                                  |
| ----------- | ------------------------------------------------- | ----------- | -------------------------------------------------------------------------------------------- |
| 1–2         | Prvorepubliková stolní hra Masarykův okruh (1930) | 7–8         | Unikátní obrazová mapa protektorátu (1939) + národnostní mapa ČSR (1926)                     |
| 3           | 14 rytin z třicetileté války – šternberská sbírka | 9           | Český psaný deník z počátku 17. století – Fridrich z Donína: Cesta do italské země           |
| 4           | Umění šermu 1544 – Paulus Hector Mair - Fechtbuch | 10          | Dva plakáty hvězdných filmů 1. republiky – Svět patří nám a Kristián                         |
| 5           | 1826: Poštovní linky napříč Evropou               | 11          | Codex pictoricus mexicanus (1762) – Unikátní obrazový rukopis českého jezuity Ignáce Tirsche |
| 6           | Pražský ilustrovaný zpravodaj 1. republika        | 12          | Výkresy a plakáty Laurin & Klement                                                           |

| Ročník 2016 | Ročník 2016 | Ročník 2016 | Ročník 2016                                                    |
| ----------- | --- | ----------- | -------------------------------------------------------------- |
| 1–2         | Betlém Mikoláše Alše vydaný v letech 1902 a 1904 na objednávku učitelského nakl. spolku Dědictví Komenského        | 7–8         | Plakát českých panovníků a dobová stolní hra H+Z               |
| 3           | Jeskynní malby z Altamiry 20–12 tisíc let př. n. l.                                                                | 9           | Grafický list s vítězným sloupem Marka Aurelia (2. století)    |
| 4           | Mapa Vídně z let 1705–1725 a uliční plán z roku 1900                                                               | 10          | Kodex Manesse, slavné iluminace rytířských zpěvů (14. století) |
| 5           | Životopis Vita Caroli + zakládací listina pražské univerzity                                                       | 11          | Národnostní mapa monarchie z roku 1855                         |
| 6           | Prvorepublikový obrazový týdeník „STAR”: sportovní, tělocvičné, automobilové rozmanitosti, výběr z ročníků 1933/34 | 12          | Panoramatická mapa New Yorku z roku 1876 a Central Parku 1863  |

| Ročník 2017 | Ročník 2017                                       | Ročník 2017 | Ročník 2017                                      |
| ----------- | ------------------------------------------------- | ----------- | ------------------------------------------------ |
| 1–2         | Národní mariášové karty Mikoláše Alše z roku 1893 | 7–8         | Dobové reklamy Karslbad a Luhačovice             |
| 3           | Turistické a lyžařské mapy Krkonoš (1920)         | 9           | Bohatě iluminovaná Bible Václava IV. (1380–1400) |
| 4           | Plakáty k filmu "Vynález zkázy" (1958)            | 10          | Bohatě zdobená Martinská deklarace (1918)        |
| 5           | Vyhláška k dopadení parašutistů (1942)            | 11          | Roční lístek ČSD s mapou železnic (1928/1929)    |
| 6           | Středověký atlas královských erbů (1509)          | 12          | Protektorátní přídělové lístky (1941)            |

| Ročník 2018 | Ročník 2018                                                                                            | Ročník 2018 | Ročník 2018                                                                              |
| ----------- | --- | ----------- | ---------------------------------------------------------------------------------------- |
| 1–2         | Prvorepublikové reklamní hrací karty Jiří Schicht - Balíček pro hru Černý Petr (33 karet + 2 náhradní) | 7–8         | Říjen 1918 v novinách (titulní strany agrárnického listu Večer mapující vznik republiky) |
| 3           | Grafický list Vojtěcha Hellicha se všemi panovníky českých zemí (1848)                                 | 9           | Zlatá bula sicilská                                                                      |
| 4           | Voynichův rukopis (15.–16. století)                                                                    | 10          | Propagační příručka československé armády (1937)                                         |
| 5           | Legionářský satirický časopis "Houpačky" (1919)                                                        | 11          | Erby elity České koruna z Karlova hradu Lauf (1361)                                      |
| 6           | Kronika kostnického koncilu (Ulrich z Richentalu), 15. století (Pražský exemplář z let 1470–1480)      | 12          | Legendární Orient expres (19. století)                                                   |

| Ročník 2019 | Ročník 2019                                                    | Ročník 2019 | Ročník 2019                                        |
| ----------- | -------------------------------------------------------------- | ----------- | -------------------------------------------------- |
| 1–2         | Prvorepublikový betlém Kolínské cikorky                        | 7–8         | Královský bestiář z Britské knihovny (1200–1210)   |
| 3           | Kronika česká Václava Hájka z Libočan (1541)                   | 9           | Náborové letáky Royal Air Force (2. světová válka) |
| 4           | Zlatý věk Zeppelínů, dobový prospekt (1935)                    | 10          | Mapa slovanského světa (1868)                      |
| 5           | Podvržené Rukopisy zelenohorský a královédvorský (19. století) | 11          | Plakáty Hej rup! a Svět za mřížemi                 |
| 6           | Časopis Hlinkovy mládeže (Slovenský štát 1944)                 | 12          | Rukopisy královny Elišky Rejčky                    |

### Ročník 2020–2025
| Ročník 2020 | Ročník 2020                                                           | Ročník 2020 | Ročník 2020                                                              |
| ----------- | --------------------------------------------------------------------- | ----------- | ------------------------------------------------------------------------ |
| 1–2         | Legionářské ručně malované karty                                      | 7–8         | Historické stolný hry Pestrá cesta (konec 19. století) a Vlastenecká hra |
| 3           | Unikátní mapy hvězdné oblohy (1670 a 1824)                            | 9           | Tigerfibel – učebnice pro osádky tanků Tiger (1943)                      |
| 4           | Leonardovy rukopisy a skici (1478–1518) – studie anatomie a mechaniky | 10          | Klaudiánova mapa Čech (1518) a Komenského mapa Moravy (1664)             |
| 5           | Slavnostní provedení čs. ústavy (1932)                                | 11          | Dosud nepublikované rodokmeny všech Přemyslovců                          |
| 6           | Plán pražského výstaviště (Všeobecná zemská výstava 1891)             | 12          | Legionářská mapa operací na Transsibiřské magistrále (1919)              |

| Ročník 2021 | Ročník 2021                                             | Ročník 2021 | Ročník 2021                                                                                       |
| ----------- | ------------------------------------------------------- | ----------- | ------------------------------------------------------------------------------------------------- |
| 1–2         | Vykládací karty Emy Destinnové (1920)                   | 7–8         | Budějovice–Linec, první železnice na kontinentu (1832): Gerstnerovo privilegium a Schönerova mapa |
| 3           | Patent o zrušení nevolnictví a toleranční patent (1781) | 9           | První ilustrované vydání Vitruviových spisů (1511)                                                |
| 4           | Turistické mapy Českého ráje a Tater (1935 a 1923)      | 10          | Staré kalendáře od středověku (1480) po první republiku (1922)                                    |
| 5           | Ilustrovaný islandský rukopis Edda (1220/1765)          | 11          | Prvopisy prezidentských dekretů prezidenta E. Beneše (1944-1945)                                  |
| 6           | Dekret kutnohorský, opis pro mistra Jana Husa (1414)    | 12          | 2x dobový výkres "řopíku" (LO vz. 37)                                                             |

| Ročník 2022 | Ročník 2022                                                | Ročník 2022 | Ročník 2022                                                            |
| ----------- | ---------------------------------------------------------- | ----------- | ---------------------------------------------------------------------- |
| 1–2         | Karty pro Národopisnou výstavu českoslovanskou (1894)      | 7–8         | Telegram o smrti bratrů Šuhajů + seznam zločinů (1921)                 |
| 3           | Plán Prahy (1894) a první plán Velké Prahy (1921)          | 9           | Školní plakáty z doby monarchie (19. století)                          |
| 4           | Konec monarchie pohledem časopisu Kopřivy (1918)           | 10          | Návrhy Karlštejna a katedrály sv. Víta od Josefa Mockera (19. století) |
| 5           | Původní Jurkovičovy návrhy Libušína a Maměnky (1898, 1897) | 11          | Filmové plakáty Škola základ života (1938) a Pohádka máje (1941)       |
| 6           | Vyhláška s odměnou za dopadení parašutisty Valčíka         | 12          | Dobové plány pevností Terezín (1865) a Josefov (1790)                  |

| Ročník 2023 | Ročník 2023                                                  | Ročník 2023 | Ročník 2023                                                  |
| ----------- | ------------------------------------------------------------ | ----------- | ------------------------------------------------------------ |
| 1–2         | Císařské karty z I. světové války (1914)                     | 7–8         | Plány železnic Rakousko-Uherska a Jadranu (1918 a 1922)      |
| 3           | Iluminovaná kronika císaře Zikmunda (1445–1450)              | 9           | Němé značky na turistické mapě Krkonoš (30. léta)            |
| 4           | Pamětní list k prvnímu letu balonem (1783)                   | 10          | Původní český plakát k Disneyho filmu Sněhurka (1938)        |
| 5           | Atentát na starostu Chicaga Ant. Čermáka (1933)              | 11          | Letové řády ČSA s ČLS (1937) a „olympijské“ Lufthansy (1936) |
| 6           | Pozvánka na korunovaci Marie Terezie českou královnou (1743) | 12          | Velký plán královského města Vratislavi z roku 1562          |

| Ročník 2024 | Ročník 2024                                                  | Ročník 2024 | Ročník 2024                                              |
| ----------- | ------------------------------------------------------------ | ----------- | -------------------------------------------------------- |
| 1–2         | Unikátní hrací karty Detektiv Fuk (první republika)          | 7–8         | Manifest Mým národům a Vyhláška o mobilisaci (1914)      |
| 3           | Revoluční lyžařská učebnice Mathiase Žďárského (1908)        | 9           | Obrazová mapa starověkých i moderních divů světa (1939)  |
| 4           | Propaganda na plakátech Třetí říše a Spojenců (2. sv. válka) | 10          | Plány Vídně a Paříže s významnými stavbami (19. století) |
| 5           | Kompletní rodový strom habsburské dynastie (1629)            | 11          | Listy Jana Žižky z Trocnova (1420–1423)                  |
| 6           | 6× detailní dobové plány Eiffelovy věže (1889)               | 12          | K. Čapek: Jak se dělají noviny + první číslo LN (1893)   |

| Ročník 2025 | Ročník 2025                                                 | Ročník 2025 | Ročník 2025                                               |
| ----------- | ----------------------------------------------------------- | ----------- | --------------------------------------------------------- |
| 1–2         | České národní mariášové karty z roku 1895                   | 7–8         | Stížný list šlechty proti upálení mistra Jana Husa (1415) |
| 3           | Cortésova mapa aztéckého Tenochtitlanu (1524)               | 9           |                                                           |
| 4           | Povolení nosit vladařskou čelenku pro Vladislava II. (1158) | 10          |                                                           |
| 5           | České noviny s dramatickými událostmi 2.–18. května 1945    | 11          |                                                           |
| 6           | Jazyková mapa rakousko-Uherska podle sčítání lidu (1888)    | 12          |                                                           |

## Hlavní téma čísla

### Ročník 2008–2009
| 7–8 a 9–10 | V těchto číslech nebylo hlavní téma |
| 12         | První Československá republika      |

| 1–2, 3, 4, 6, 7–8 | V těchto číslech nebylo hlavní téma |
| 5                 | Počátky českých dějin               |
| 10                | Doba osvícenského absolutismu       |
| 11                | Dvacet let od pádu komunismu        |
| 12                | Tváře antické civilizace            |

### Ročník 2010–2014
| Ročník 2010 | Ročník 2010                     | Ročník 2010 | Ročník 2010                             |
| ----------- | ------------------------------- | ----------- | --------------------------------------- |
| 1–2         | Králové z rodů Přemyslovců      | 7–8         | Svatá říše římská                       |
| 3           | Islám v dějinách                | 9           | Český svět na přelomu 19. a 20. století |
| 4           | Čeští a moravští páni a rytíři  | 10          | Éra císaře Napoleona                    |
| 5           | Diktátoři 20. století           | 11          | Revolty v českých zemích                |
| 6           | České země za třicetileté války | 12          | Kolébky civilizace                      |

| Ročník 2011 | Ročník 2011                  | Ročník 2011 | Ročník 2011               |
| ----------- | ---------------------------- | ----------- | ------------------------- |
| 1–2         | Rudolf II. a jeho doba       | 7–8         | Evropa v éře barbarů      |
| 3           | Střet ideologií 20. století  | 9           | Staré pověsti české       |
| 4           | Lucemburkové na českém trůně | 10          | Vikingové dobývají Evropu |
| 5           | Dobytí Ameriky               | 11          | Mystika v Třetí říši      |
| 6           | Největší vynálezy dějin      | 12          | Marie Terezie             |

| Ročník 2012 | Ročník 2012              | Ročník 2012 | Ročník 2012                  |
| ----------- | ------------------------ | ----------- | ---------------------------- |
| 1–2         | Jan Hus                  | 7–8         | Jagellonci na českém trůně   |
| 3           | Starověký Egypt          | 9           | Mnichovská krize             |
| 4           | Mikulčice a Velká Morava | 10          | Hatšepsut a zlatý věk Egypta |
| 5           | Benátky a jejich mýtus   | 11          | Mocné ženy na českém trůně   |
| 6           | Francie krále Slunce     | 12          | Mayové, mýty a skutečnost    |

| Ročník 2013 | Ročník 2013              | Ročník 2013 | Ročník 2013              |
| ----------- | ------------------------ | ----------- | ------------------------ |
| 1–2         | Čechy na cestě k velmoci | 7–8         | Záhadná Evropa           |
| 3           | Cesta k impériu          | 9           | Vědecká revoluce         |
| 4           | Římské legie u nás       | 10          | Druhá republika          |
| 5           | Sestavte si rodokmen     | 11          | Život a smrt v Pompejích |
| 6           | Sídla českých panovníků  | 12          | Podnikání v historii     |

| Ročník 2014 | Ročník 2014              | Ročník 2014 | Ročník 2014                             |
| ----------- | ------------------------ | ----------- | --------------------------------------- |
| 1–2         | Světla a stíny husitství | 7–8         | Egypt a Syropalestina v době Abrahamově |
| 3           | Kam zmizeli Keltové?     | 9           | Podkarpatská Rus 1919–1939              |
| 4           | Život v protektorátu     | 10          | Kde domov můj                           |
| 5           | Cesty Marka Pola         | 11          | Rok ve středověkém městě                |
| 6           | Rozpoutávní Velké války  | 12          | Češi v exilu                            |

### Ročník 2015–2019
| Ročník 2015 | Ročník 2015                  | Ročník 2015 | Ročník 2015              |
| ----------- | ---------------------------- | ----------- | ------------------------ |
| 1–2         | Nové osudy staré šlechty     | 7–8         | Ztracená území           |
| 3           | Rudí hrdinové mayovek        | 9           | Anglie Sherlocka Holmese |
| 4           | Rytířský panovník Václav II. | 10          | Příchod Slovanů          |
| 5           | Barbaři táhnou Evropou       | 11          | Svět v pohybu            |
| 6           | Husitství v proměnách času   | 12          | Pod babylonskou věží     |

| Ročník 2016 | Ročník 2016                           | Ročník 2016 | Ročník 2016                       |
| ----------- | ------------------------------------- | ----------- | --------------------------------- |
| 1–2         | Českoslovenští legionáři              | 7–8         | Africká cesta Hanzelky a Zikmunda |
| 3           | Pravěk                                | 9           | Dědictví Olympie                  |
| 4           | Počátky československé kriminilistiky | 10          | TGM                               |
| 5           | Karel IV.                             | 11          | Věčný císař pán                   |
| 6           | Ptolemaiovský Egypt                   | 12          | USA mezi válkami                  |

| Ročník 2017 | Ročník 2017            | Ročník 2017 | Ročník 2017           |
| ----------- | ---------------------- | ----------- | --------------------- |
| 1–2         | Král železný a zlatý   | 7–8         | Zlatý věk lázeňský    |
| 3           | Zlomové okamžiky Sudet | 9           | Poslední Lucemburkové |
| 4           | Století páry           | 10          | Národ československý  |
| 5           | Heydrichiáda           | 11          | Dobývání "tří pólů"   |
| 6           | Marie Terezie          | 12          | Protektorát           |

| Ročník 2018 | Ročník 2018                           | Ročník 2018 | Ročník 2018          |
| ----------- | ------------------------------------- | ----------- | -------------------- |
| 1–2         | Slavníkovci                           | 7–8         | Vznik republiky      |
| 3           | Počátky habsburské monarchie          | 9           | Brutální středověk   |
| 4           | Slovenský štát                        | 10          | Mnichovská krize     |
| 5           | František Josef I. a Alžběta Bavorská | 11          | Smrt otce vlasti     |
| 6           | Kostnický koncil                      | 12          | Stopy Keltů v Evropě |

| Ročník 2019 | Ročník 2019             | Ročník 2019 | Ročník 2019                         |
| ----------- | ----------------------- | ----------- | ----------------------------------- |
| 1–2         | Rudolfínská Praha       | 7–8         | Na hradě a v podhradí               |
| 3           | Konec druhé republiky   | 9           | Největší prohra Františka Josefa I. |
| 4           | Konec Přemyslovců       | 10          | Zrůdný experiment Lebensborn        |
| 5           | Civilizace Nazca        | 11          | Voskovec & Werich                   |
| 6           | Velká hospodářská krize | 12          | Stoletá válka                       |

### Ročník 2020–2025
| Ročník 2020 | Ročník 2020                   | Ročník 2020 | Ročník 2020               |
| ----------- | ----------------------------- | ----------- | ------------------------- |
| 1–2         | Nejmocnější rody českých zemí | 7–8         | Češi ve světě             |
| 3           | Slované vs. Germáni           | 9           | Vzestup Jiřího z Poděbrad |
| 4           | Renesance a génius z Vinci    | 10          | Mnichovská krize 1938     |
| 5           | Pád civilizace Aztéků a Inků  | 11          | Bitva na Bílé hoře        |
| 6           | Jan Lucemburský               | 12          | Československé legie      |

| Ročník 2021 | Ročník 2021                           | Ročník 2021 | Ročník 2021            |
| ----------- | ------------------------------------- | ----------- | ---------------------- |
| 1–2         | Mýty českých dějin                    | 7–8         | Po stopách Přemyslovců |
| 3           | Reformátoři Marie Terezie a Josef II. | 9           | Troja                  |
| 4           | Jan Žižka                             | 10          | Kalendář               |
| 5           | Vikingové                             | 11          | Benešovy dekrety       |
| 6           | Boje o univerzitu                     | 12          | Zhýralý Řím            |

| Ročník 2022 | Ročník 2022             | Ročník 2022 | Ročník 2022            |
| ----------- | ----------------------- | ----------- | ---------------------- |
| 1–2         | Zlatá říše Karla IV.    | 7–8         | Podkarpatská Rus       |
| 3           | Vznik českých velkoměst | 9           | Pohanské Čechy         |
| 4           | Poslední císař Karel I. | 10          | Architekt Josef Mocker |
| 5           | Neklidné Sudety         | 11          | Barrandovské ateliéry  |
| 6           | Mýty středověku         | 12          | Římská Británie        |

| Ročník 2023 | Ročník 2023                    | Ročník 2023 | Ročník 2023                   |
| ----------- | ------------------------------ | ----------- | ----------------------------- |
| 1–2         | Rodokmeny a genetika           | 7–8         | Řím Karla IV.                 |
| 3           | Objevení Tutanchamonovy hrobky | 9           | Čs. zbraně v rukou Wehrmachtu |
| 4           | Prvoplavby                     | 10          | Římané na Moravě              |
| 5           | České Chicago                  | 11          | ČSA                           |
| 6           | Marie Terezie                  | 12          | Ztracená města Koruny české   |

| Ročník 2024 | Ročník 2024              | Ročník 2024 | Ročník 2024        |
| ----------- | ------------------------ | ----------- | ------------------ |
| 1–2         | Evropské monarchie       | 7–8         | Sarajevský atentát |
| 3           | Vražda Julia Caesara     | 9           | Dějiny času        |
| 4           | Protektorátní propaganda | 10          | Vznik velkoměst    |
| 5           | Zánik prvních civilizací | 11          | Smrt Jana Žižky    |
| 6           | Český hudební svět       | 12          | Bible              |

| Ročník 2025 | Ročník 2025               | Ročník 2025 | Ročník 2025       |
| ----------- | ------------------------- | ----------- | ----------------- |
| 1–2         | Proměny Vyšehradu         | 7–8         | Čistota a hygiena |
| 3           | Aztékové                  | 9           |                   |
| 4           | Vznik Českého království  | 10          |                   |
| 5           | Konec druhé světové války | 11          |                   |
| 6           | Římští gladiátoři         | 12          |                   |